# Takashi Seki
Takashi Seki (関 貴史 Seki Takashi?), född 5 juni 1978 i Ibaraki prefektur, är en japansk före detta fotbollsspelare.
Seki började sin karriär 2001 i Tokyo Verdy. Han avslutade karriären 2001.